# Bad Lauchstädt
Bad Lauchstädt er en by i Saalekreis i den tyske delstat Sachsen-Anhalt, som ligger sydvest for Halle.

## Landsbyer og bydele
- Delitz am Berge, (fra 2008)
- Großgräfendorf
- Kleinlauchstädt
- Klobikau, (fra 2008)
- Sankt Ulrich
- Schafstädt, (fra 2008)
- Schotterey, (fra 1956)